# Chris Bennett
Chris Bennett (Londra, 15 gennaio 1952) è un allenatore di calcio ed ex calciatore inglese naturalizzato canadese, di ruolo attaccante e centrocampista.

## Biografia
Nato a Londra, all'età di cinque anni si trasferì in Canada a North Vancouver. Nel 2014 è stato inserito nella Canada Soccer Hall of Fame.

## Carriera

### Calciatore

#### Club
Si formò calcisticamente con i canadesi del North Shore Eagles, e tra il 1970 e 1971 ebbe una esperienza con le riserve dei londinesi del Chelsea. Tornato nella Columbia Britannica, militò con i dilettanti dei Vancouver Cougars.
Nel 1974 viene ingaggiato dai neonati Vancouver Whitecaps, franchigia della North American Soccer League. Con i Whitecaps nella stagione d'esordio ottenne il quarto ed ultimo posto della Western Division della North American Soccer League 1974.
Nel 1976, attirato da condizioni economiche migliori, passa agli statunitensi del Seattle Sounders, con cui nella stagione 1977 raggiunge la finale del torneo, che non giocò, persa contro i N.Y. Cosmos.
Nella stagione 1978 passa ai Memphis Rogues, con cui non riuscì a superare la fase a gironi del torneo.
Tra il 1979 ed il 1980 giocò nella MISL con il Cleveland Force.

#### Nazionale
Naturalizzato canadese, giocò cinque incontri amichevoli con la nazionale canadese, segnando anche una rete.

### Allenatore
Inizia la carriera di allenatore nel 1977, guidando la rappresentativa calcistica dell'università dell'Arkansas. Negli anni seguenti ha lavorato per lo sviluppo del calcio a livello giovanile nella Columbia Britannica. Ha inoltre allenato la selezione femminile, con cui ha vinto la United Soccer Leagues W-League 2004, e quella di riserva dei Vancouver Whitecaps.

## Statistiche

### Cronologia presenze e reti in nazionale
| Cronologia completa delle presenze e delle reti in nazionale ― Canada | Cronologia completa delle presenze e delle reti in nazionale ― Canada | Cronologia completa delle presenze e delle reti in nazionale ― Canada | Cronologia completa delle presenze e delle reti in nazionale ― Canada | Cronologia completa delle presenze e delle reti in nazionale ― Canada | Cronologia completa delle presenze e delle reti in nazionale ― Canada | Cronologia completa delle presenze e delle reti in nazionale ― Canada | Cronologia completa delle presenze e delle reti in nazionale ― Canada |
| Data                                                                  | Città                                                                 | In casa                                                               | Risultato                                                             | Ospiti                                                                | Competizione                                                          | Reti                                                                  | Note                                                                  |
| --------------------------------------------------------------------- | --------------------------------------------------------------------- | --------------------------------------------------------------------- | --------------------------------------------------------------------- | --------------------------------------------------------------------- | --------------------------------------------------------------------- | --------------------------------------------------------------------- | --------------------------------------------------------------------- |
| 10-11-1973                                                            | Port-au-Prince                                                        | Haiti                                                                 | 5 – 1                                                                 | Canada                                                                | Amichevole                                                            | -                                                                     | 69’                                                                   |
| 12-11-1973                                                            | Port-au-Prince                                                        | Haiti                                                                 | 0 – 1                                                                 | Canada                                                                | Amichevole                                                            | 1                                                                     |                                                                       |
| 12-04-1974                                                            | Hamilton                                                              | Bermuda                                                               | 0 – 0                                                                 | Canada                                                                | Amichevole                                                            | -                                                                     |                                                                       |
| 31-10-1974                                                            | Varsavia                                                              | Polonia                                                               | 2 – 0                                                                 | Canada                                                                | Amichevole                                                            | -                                                                     |                                                                       |
| 05-01-1975                                                            | L'Avana                                                               | Cuba                                                                  | 4 – 0                                                                 | Canada                                                                | Amichevole                                                            | -                                                                     | 85’                                                                   |
| Totale                                                                |                                                                       | Presenze                                                              | 5                                                                     |                                                                       | Reti                                                                  | 1                                                                     |                                                                       |

## Palmarès

### Allenatore
- United Soccer Leagues W-League: 1

Vancouver Whitecaps: 2004